# Integrine

Integrines schakelen tussen hun inactieve, gebogen toestand (links), en hun geactiveerde toestand (rechts) op basis van contact met intracellulaire en extracellulair eiwitten.

Integrinen zijn grote membraanreceptoren die in dierlijke cellen de belangrijkste verbindende schakel vormen tussen het cytoskelet en de extracellulaire matrix. Het zijn eiwitten in het celmembraan die de cel vastzetten aan de extracellulaire matrix, of soms aan andere cellen. De meeste integrinen binden zich intracellulair aan actinefilamenten.
Integrinen zijn heterodimeren, bestaande uit een α- en een β-subunit (twee glycoproteïnen). De binding van een extracellulair matrix-eiwit (zoals fibronectine) of intracellulaire adaptoreiwitten (zoals talinen) zorgen ervoor dat de twee subunits een grote conformatieverandering ondergaan, zodat ze in hun actieve toestand raken. Het leidt tot een allosterische koppeling tussen de matrix buiten de cel en het cytoskelet binnen de cel, waardoor de integrine mechanische signalen in twee richtingen kan doorgeven.
Eiwitten die zich verzamelen rond het intracellulaire domein van de integrine beïnvloeden vrijwel elk aspect van het gedrag van de cel, van proliferatie en celgroei tot regulering van celmigratie. Integrinen zijn bovendien in staat tot mechanotransductie: ze zijn gevoelig voor mechanische invloeden die plaatsvinden op de grenslijn tussen de cel en de extracellulaire matrix.